# Maurice Rabinowicz
Maurice Rabinowicz (Ixelles 23 d'agost de 1947) és un director de cinema i escriptor belga.
Va estudiar teatre a l'Institut national supérieur des arts du spectacle (INSAS) de Brussel·les, i es va graduar el 1970. El seu estil de fer cinema ha estat descrit com a brechtià. La seva pel·lícula de 1978 Une page d'amour es va presentar al 28è Festival Internacional de Cinema de Berlín.

## Filmografia
- Nègre (1968)
- Canal K (1970) – amb Boris Lehman
- Le Nosferat ou les eaux glacées de calcul égoïste (1975)
- Des anges et des démons (1978)
- Une page d'amour –amb Sami Frey i Geraldine Chaplin[3]
- Une femme en fuite (1982) – amb Marie Dubois[4]